# Manden, der ordner Paragrafferne
Manden, der ordner Paragrafferne er en amerikansk stumfilm fra 1921 af George Marshall.

## Medvirkende
- William Russell som Lord Anthony Conway
- Mary Thurman som Isabel / Molly Moncke
- Mathilde Brundage som Lady Jocelyn
- Robert Klein som de Se
- Jean De Briac som Pedro
- Francis Ford
- William Brunton som Bugg
- Douglas Gerrard som Henry